# Kenneth Kristensen Berth
Kenneth Kristensen Berth (* 3. Februar 1977 in Odense) ist ein dänischer Politiker (Dansk Folkeparti), der seit 2010 Mitglied des Regionalrats der Hauptstadtregion und seit 2015 des Folketings ist.

## Lebensgang
Kenneth Kristensen Berth wurde 2000 Baccalaureus in Geschichte und 2002 Candidatus magisterii in Gesellschaftswissenschaften der Universitäten Aarhus und Kopenhagen. Seit 2002 war er als politisch-wirtschaftlicher Mitarbeiter, politischer Konsultant und Assistent im Sekretariat der Dansk Folkeparti in Christiansborg tätig. 2009 wurde er in den Regionalrat der Region Hauptstadt und in die Gemeindeverwaltung Vallensbæk gewählt. Zweimal war er zudem Stellvertreter von Søren Espersen (22. Februar – 6. März 2011 und 22. Oktober – 7. November 2014). Von 1999 bis 2007 war Kenneth Kristensen Berth Landesobmann der DFU, des Jugendverbandes seiner Partei.
Am 15. Juni 2015 wurde Kenneth Kristensen Berth ins Folketing gewählt.
2003 hatten Kenneth Kristensen Berth, Morten Messerschmidt und andere Mitglieder der DFU in einer Zeitungsanzeige die multiethnische Gesellschaft in Verbindung mit Massenvergewaltigungen, grobe Gewalt, Unsicherheit, Zwangsehen, Unterdrückung von Frauen, Bandenkriminalität gebracht, woraufhin sie zu einer 14-tägigen bedingten Haftstrafe verurteilt wurden.

## Innenpolitische Positionen
2006 hat sich Kenneth Kristensen Berth mit 65 Schulbüchern auseinandergesetzt, wobei er zu einem fürchterlichen Ergebnis gekommen ist (dänisch Resultatet var skræmmende) und ein Buch darüber verfasst hat. So werden z. B. die Dänen als selbstherrlich, mittelmäßig und anderen gegenüber nicht umgänglich dargestellt. Man stoße auf die Behauptung, dass es kein Dänischtum (dänisch Danskhed) gebe, und wenn es doch eins gäbe, so ist es etwas Negatives. Des Weiteren werden dort die Nationalstaaten als etwas, das durch die EU ersetzt werden und glücklicherweise verschwinden werde, die dänische Sprache sogar als Bastardsprog brandmarkt. Wenn Dänemark ein geschlossenes Land geblieben wäre, steckte es noch im Steinalter, also sei alles Gute von außen gekommen. Der Bildungsminister Bertel Haarder hat in Verbindung mit der in einem Gymnasialschulbuch befindlichen Brandmarkung der Dansk Folkeparti als faschistische Partei zugegeben, dass er diese Auffassung nicht teile und dass sich das Gericht dieses Falls annehmen solle.
Besorgniserregend berichtet Kenneth Kristensen Berth über die äußerst schonende Schilderung des Islams in den Schulbüchern (dänisch islam behandles uhyre skånsomt), während das Christentum einer Religionskritik unterzogen wird. Es werde der Eindruck des Islams als einer Art Christentum erweckt, weil wichtige Zusammenhänge wie z. B. zwischen Mohammeds Leben und der Scharia nicht angeschnitten werden. Das fasst er so zusammen: Mohammed habe daran gedacht, wie er Frieden auf Erden schaffen könne, er habe als ein Kaufmann und kein Wegelagerer sein Lebensunterhalt verdient und wenn er die minderjährige Aischa geheiratet habe, so sei das völlig in Ordnung (der var ikke noget galt i det), weil man damals so tat. Kenneth Kristensen Berth unterscheidet die christlichen von den moslemischen Fundamentalisten, weil erstere keine Menschen in Selbstmordanschlägen ermorden oder Flugzeuge gegen Zwillingstürme richten. Diese sehr unterschiedlichen Religionen wolle man in den Schulbüchern auf jeden Preis gleichstellen, was jedoch unmöglich sei, meint er.

## Außenpolitische Positionen
In Bezug auf die Masseneinwanderung nach Europa hat Kenneth Kristensen Berth mehrmals seine Besorgnis geäußert und vor einer eventuellen EU-Mitgliedschaft der Türkei gewarnt.
Man habe, so Kenneth Kristensen Berth, auf die bestehenden Abkommen gepfiffen und der Türkei alles, was sie wolle, gegeben. Dies deutet Kenneth Kristensen Berth als Zeichen der Verzweiflung, die das EU-System ergriffen habe. Aber das Beunruhigendste sei, dass die Türkei einen Schritt näher an die EU-Mitgliedschaft gekommen sei und dass Türken ab Juni 2016 ohne Visum in die EU reisen dürfen.

„Vi er ved at lukke et islamistisk land ind i Europa, og det er ikke et hvilket som helst land, hvis Tyrkiet i givet fald bliver optaget. Det bliver det største medlemsland af alle i EU.“

„Wir sind im Begriff ein islamistisches Land in Europa einzulassen, und das ist kein zufälliges Land, wenn die Türkei in diesem Fall aufgenommen würde. Sie würde das größte Mitgliedsland sein.“

Kenneth Kristensen Berth hat erklärt, er werde sich an den Staatsminister wenden und ihm bekanntgeben, dass die Dansk Folkeparti jedem Abkommen, das die Türkei der EU-Mitgliedschaft näher bringen würde, widerstehen werde.
Erdoğan, der mit dem Einsenden von Einwanderern in Bussen nach Bulgarien und Griechenland gedroht hat, wenn er kein Geld kriegt und dadurch Asylbewerber in diesem politischen Spiel verwendet, um Geld von der EU zu erpressen, habe sich in den Verhandlungen wie auf einem nahöstlichen Basar betragen.

## Verfasserschaft
Kenneth Kristensen Berth hat drei Bücher verfasst: „En dansk fremtid – historien om Dansk Folkepartis Ungdom 1995-2005“ (2005), „Skolen i løgnen – løgnen i skolen – hvordan skolebøger hetzer og indoktrinerer“ (2006, auf Deutsch: Die Schule in der Lüge – die Lüge in der Schule – wie Schulbücher aufhetzen und indoktrinieren, s. o.) und „Fremskridtspartiet under Glistrup – Mogens Glistrup og Fremskridtspartiet 1972-1984“ (2008).